# Giải bóng đá vô địch quốc gia Tajikistan 1999
Giải bóng đá vô địch quốc gia Tajikistan là giải bóng đá cao nhất của Liên đoàn bóng đá Tajikistan, thành lập năm 1992. Đây là thống kê của Giải bóng đá vô địch quốc gia Tajikistan mùa giải 1999.

## Bảng xếp hạng
| VT | Đội                     | ST | T  | H | B  | BT | BB | HS  | Đ  |
| -- | ----------------------- | -- | -- | - | -- | -- | -- | --- | -- |
| 1  | Varzob Dushanbe (C)     | 22 | 18 | 3 | 1  | 83 | 9  | +74 | 57 |
| 2  | Khoja Karimov Gazimalik | 22 | 16 | 1 | 5  | 42 | 21 | +21 | 49 |
| 3  | Ravshan Kulob           | 22 | 15 | 1 | 6  | 62 | 36 | +26 | 46 |
| 4  | Regar-TadAZ             | 22 | 14 | 3 | 5  | 52 | 14 | +38 | 45 |
| 5  | Saddam-Faizali Sarband  | 22 | 12 | 5 | 5  | 45 | 28 | +17 | 41 |
| 6  | Khujand                 | 22 | 13 | 1 | 8  | 60 | 28 | +32 | 40 |
| 7  | Bofanda Dushanbe        | 22 | 10 | 2 | 10 | 43 | 37 | +6  | 32 |
| 8  | Panjshir                | 22 | 8  | 2 | 12 | 31 | 44 | −13 | 26 |
| 9  | Ranjbar Vosse           | 22 | 7  | 2 | 13 | 17 | 43 | −26 | 23 |
| 10 | Istaravshan             | 22 | 3  | 3 | 16 | 11 | 42 | −31 | 12 |
| 11 | Lokomotive Dushanbe     | 22 | 2  | 2 | 18 | 13 | 76 | −63 | 8  |
| 12 | Vakhsh Kurgan-Tyube     | 22 | 1  | 0 | 21 | 6  | 82 | −76 | 3  |

## Vua phá lưới
| Thứ hạng | Cầu thủ         | Câu lạc bộ | Bàn thắng |
| -------- | --------------- | ---------- | --------- |
| 1        | Oraz Nazarov    | Varzob     | 27        |
| 2        | S.Khamidov      | Varzob     | 19        |
| 3        | I.Isakov        | Ravshan    | 18        |
| 4        | Mansur Khakimov | Khujand    | 17        |